# 聖公會聖雅各小學

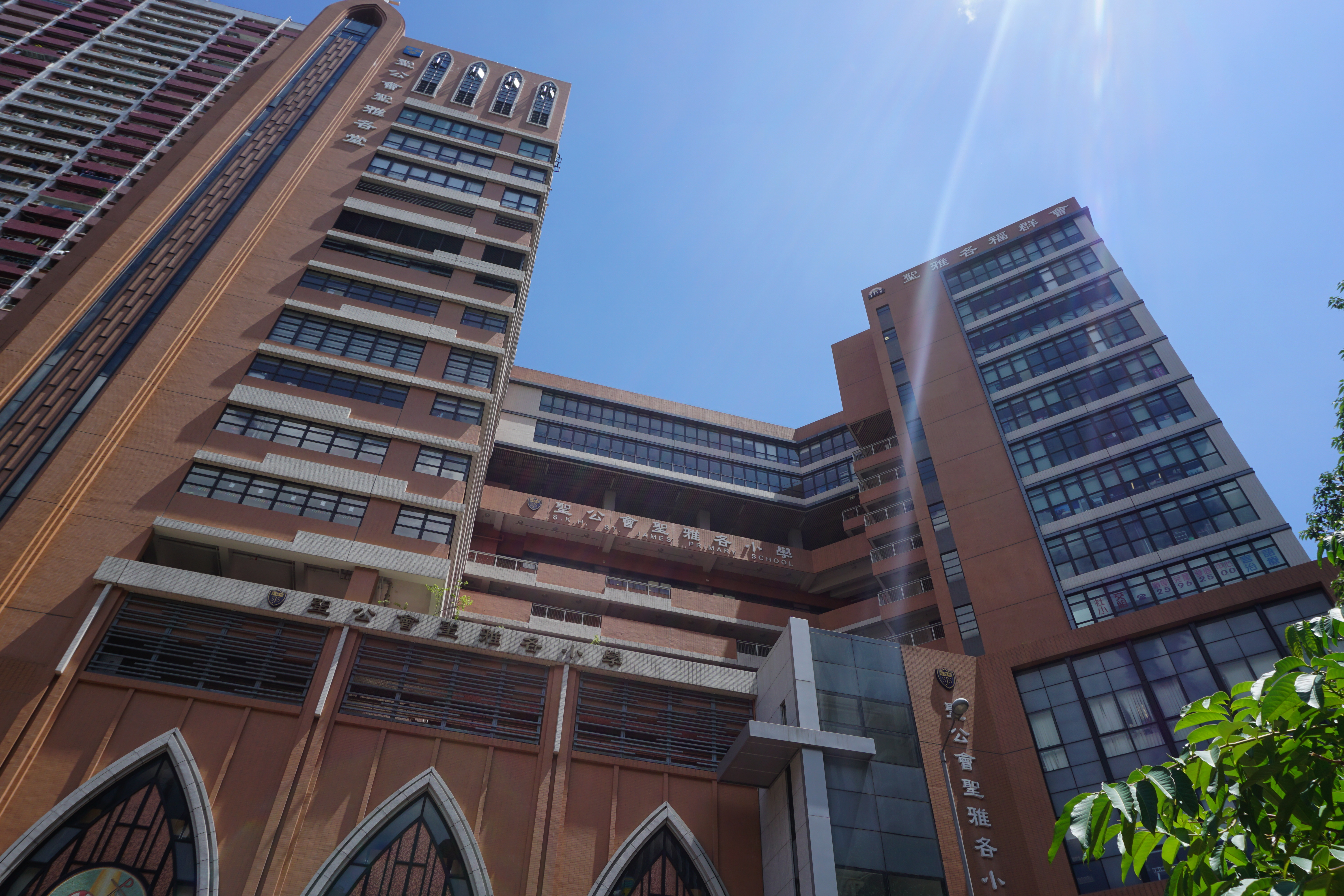
校舍外觀

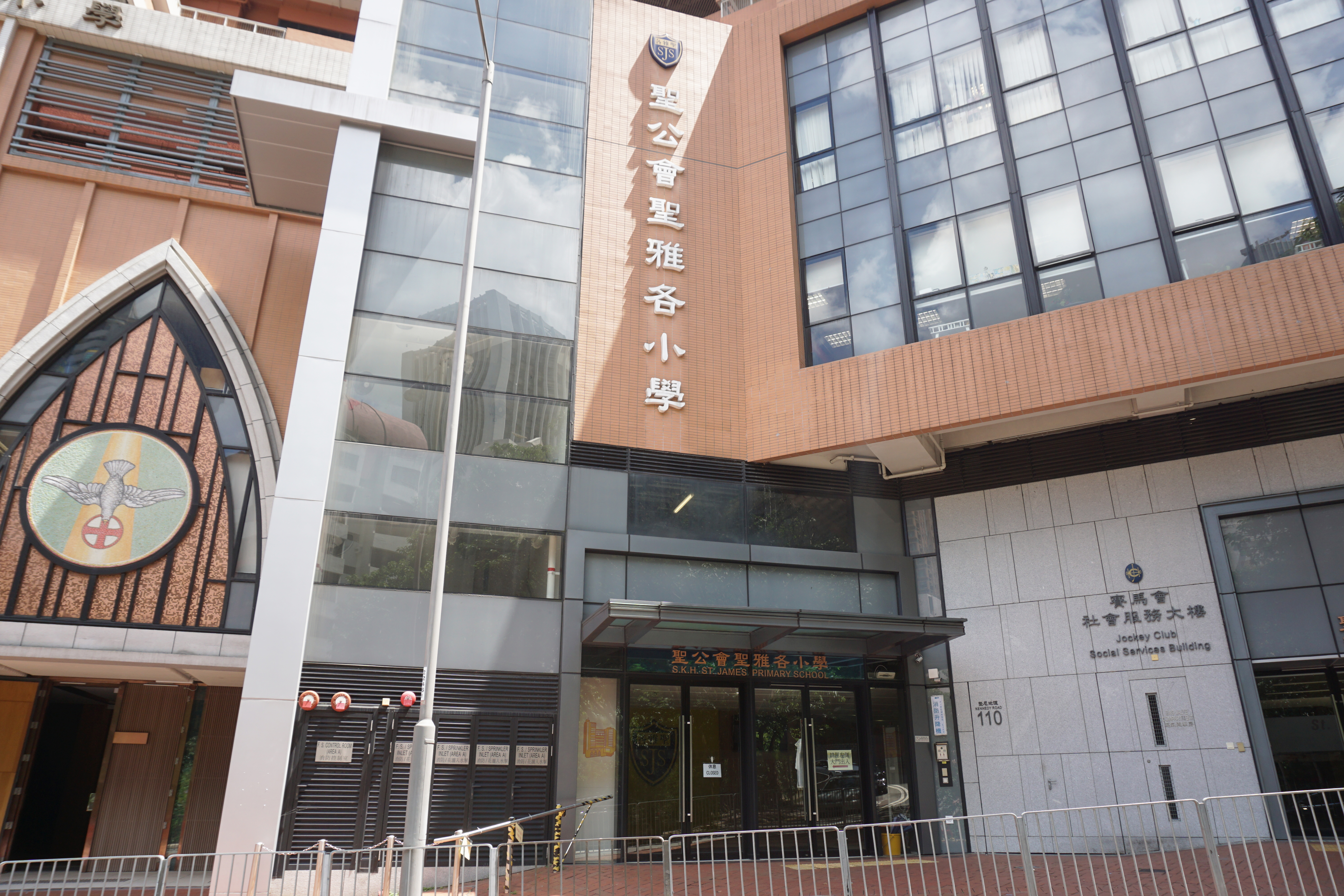
校舍入口

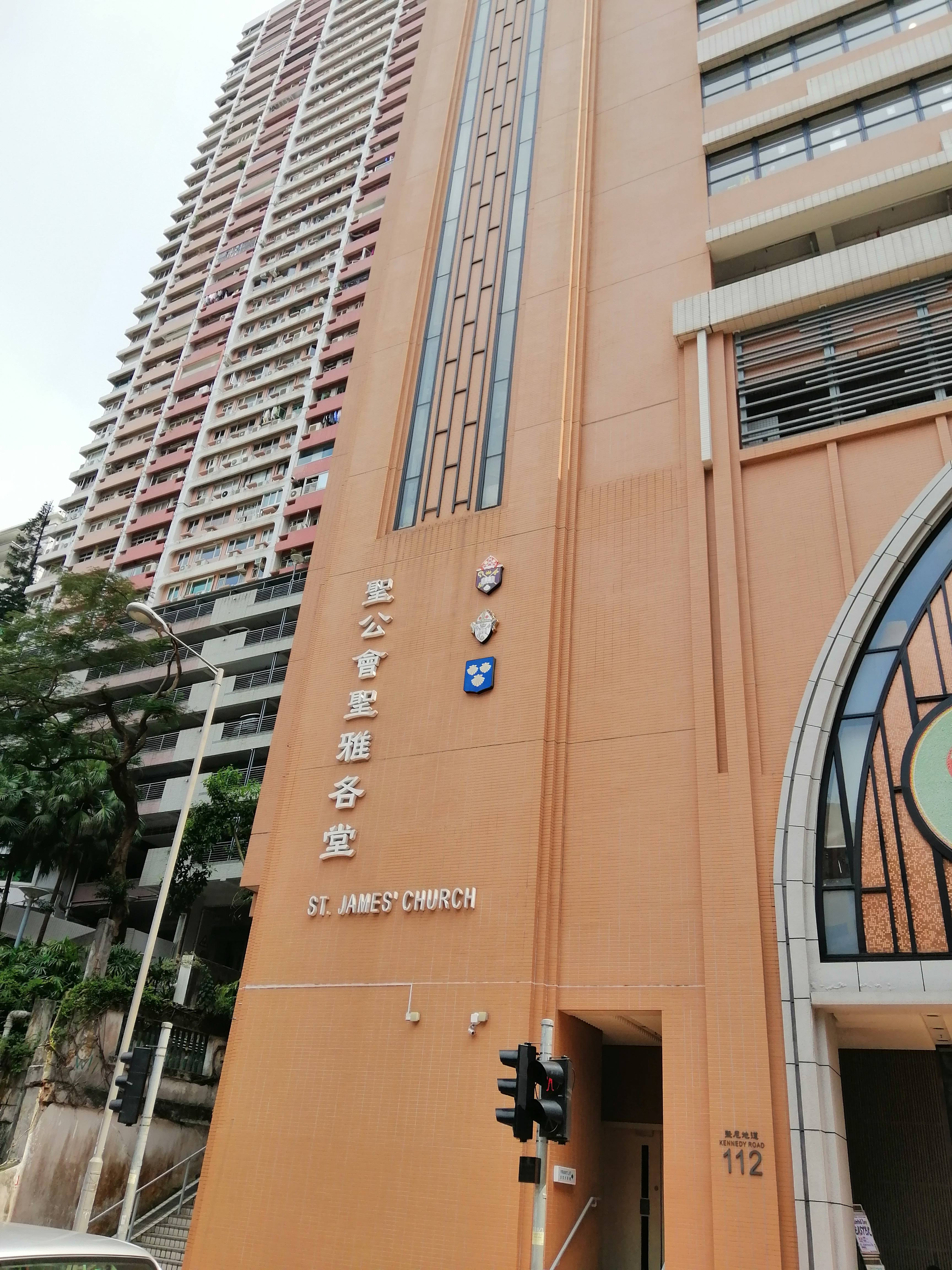
聖公會聖雅各堂

聖公會聖雅各小學（英語：S.K.H. St. James' Primary School），為香港聖公宗小學監理委員會屬下的小學，位於香港灣仔堅尼地道110號。

## 校政管理
歷任校監
- 龐德明 法政牧師[1]
- 潘梁學賢 女士[2]

歷任校長
- 李冬清 先生[1]
- 衛寶欽 先生
- 張浩然 先生
- 麥瑜壁 女士[2]
- 林麗 女士[3]
- 張勇邦 先生
- 李文傑 先生

## 歷史
該校建於1961年，校址於灣仔堅尼地道110號。同系呂明才中學於1973年建校時，由於位於華富邨的校舍未落成，曾借用此校校舍上課。
為配合聖雅各三方重建計劃，2009年至2013年間曾遷到銅鑼灣聖馬利亞堂中學舊址。
重建後分為三部份，即聖雅各堂（連室內運動場、牧宅等，共15層）、聖雅各小學（共11層）及聖雅各福群會大樓（包括庇護工場、青少年中心等，共14層），於2013年10月13日舉行祝聖儀式。

## 編制
該校開辦小一至小六，每級各四班，由2013/14起陸續增至每級各五班（即最終由24班增至30班）。全體教職員共有81人，包括總校長，副校長3人，主任10人，外籍英語老師2人，工友和書記，教學助理及資訊科技員。具有大學學位者佔100%，具碩士或以上學歷者佔31%。
除此之外，聖公會聖雅各小學設有家長教師會和校友會，作為家長及舊生跟學校溝通的橋樑。現任家教會主席為劉慶峰先生，而校友會主席則是簡穎思小姐。

## 設施
該校設施包括課室30個、禮堂1個、操場1個、有蓋操場1個、圖書館1個、特別室7個（包括音樂室2個、視藝室、電腦室、活動室、語言學習室、常識室）。

## 著名/傑出校友
- 張超雄：前香港立法會議員（新界東地方選區），前香港理工大學應用社會科學系講師，工黨副主席（外務）[6]
- 梁栢賢：香港醫院管理局行政總裁[7]
- 李美鳳：前香港女藝人
- 秦啟維：香港男演員（1984年小六）
- 官恩娜：香港女藝人[8]
- 張家誠：香港作曲家[註 1]
- 林偉文：灣仔區議會副主席（渣甸山）
- 林建明：香港女藝人[註 2]
- 張國忠：香港電影監製、藝能娛樂（國際）及藝能影業創辦人[註 2]
- 王東泰：前香港無綫電視男藝員
- 方文：香港女歌手及發燒唱片監製
- 王若琪：香港女歌手（1997年小六）
- 李秀恒：已故香港鐘錶企業家、全國政協委員及前香港中華廠商聯合會會長[9]
- 梁敬國：前香港商務及經濟發展局副局長（1976年小六）

## 外部連結
- 聖公會聖雅各小學 （页面存档备份，存于）